# Zelena listna stenica
Zelena listna stenica (znanstveno ime Palomena prasina) je stenica iz družine ščitastih stenic, ki je pogosta v Evropi, razširjena pa je tudi v preostanku Palearktike. Je rastlinojeda vrsta, ki se prehranjuje z rastlinskim sokom različnih listopadnih grmovnic in dreves.
Predstavniki zrastejo 12 do 14 mm v dolžino. Njen oklep je monotone listnato zelene barve z drobnimi temnimi pikami, brez vzorcev ali izrastkov. Od drugih podobnih evropskih vrst jo ločuje temna obarvanost membranskega dela sprednjega para kril in zgornje strani zadka. Manj očitna značilnost je še rdečkasta barva robov ščitka (pronotuma) in zadnjih dveh členov tipalnic.
Na leto se izmenja samo ena generacija (pravimo, da je vrsta univoltina); prezimijo kot odrasli osebki, ki se spomladi po obdobju zimske diapavze kratek čas prehranjujejo, nato pa pričnejo razmnoževati. Jajčeca so sodčaste oblike in živo zelene barve, samice jih odlagajo v skupinah po približno 20. Ličinke se izležejo po treh tednih in se štirikrat levijo pred preobrazbo v odraslo žival. Obdobje ličinke traja približno dva meseca in ga regulira dolžina dneva: poleti je razvoj upočasnjen, močno pa ga pospeši krajšanje dneva v drugi polovici leta. Na ta način se uskladi pojav odraslih osebkov v populaciji, kar jim omogoči pravočasen prehod v stanje diapavze preden nastopi mrzel del leta.
Ta vrsta je razmeroma pogosta v Evropi, predvsem v listopadnih gozdovih, pa tudi v kulturni krajini (sadovnjakih). Velja za manj pomembnega škodljivca v nasadih jablan, hrušk, malin in lesk. Izjema je Turčija, kjer je zelena listna stenica ekonomsko najpomembnejši škodljivec lesk.